# Reiteralm
Reiteralm est une station de ski de taille moyenne située dans l'ouest du Land de Styrie en Autriche.
Reiteralm est membre du regroupement de stations Espace Salzburg Amadé Sport World.